# Union de la patrie (Estonie)
Pour les articles homonymes, voir Union de la patrie.
L’Union de la patrie (en estonien : Isamaaliit) est un parti politique estonien fondé en 1995 et disparu en 2005, membre du Parti populaire européen et de l'Union démocrate internationale.

## Histoire
L'Union de la patrie est née en décembre 1995 de la fusion de deux partis, la Coalition nationale de la patrie (Rahvuslik Koonderakond Isamaa) et le Parti estonien de l'indépendance nationale (Eesti Rahvusliku Sõltumatuse Partei).
En juin 2006 le parti fusionne avec un autre parti conservateur, Res Publica, afin de former l'Union de la patrie et Res Publica.
Un parti homonyme a existé dans les années 1930 : Isamaaliit (en).

## Dirigeants
- Toivo Jürgenson (1995-1998)
- Mart Laar (1998-2002)
- Tunne Kelam (2002-2005)

## Élections parlementaires
| Année | Députés  | Votes  | %    | Rang | Gouvernement                                |
| ----- | -------- | ------ | ---- | ---- | ------------------------------------------- |
| 1999  | 18 / 101 | 77 917 | 16,1 | 2e   | Laar II (1999-2002), opposition (2002-2003) |
| 2003  | 7 / 101  | 36 169 | 7,3  | 5e   | Opposition                                  |